# Palais Pinto
Le Palais Pinto (Palazzo Pinto) est une demeure du centre historique de Salerne qui abrite au premier étage la Pinacothèque provinciale.

## Histoire
Le Palais Pinto se trouve au centre historique de la ville, le long d’une des principales artères routières, la Via dei Mercanti (rue des Marchands) à proximité de la cathédrale. La propriété appartenait à un membre de la famille Pinto, noble famille d'origine normande documentée depuis le début du XIIIe siècle.
L'édifice est le domicile des Pinto en 1756 jusqu'au début du XXe siècle quand, après la mort du dernier descendant Gennaro Pinto (1916), il est légué à la province de Salerne, à Ospedali Riuniti San Giovanni di Dio e Ruggi d'Aragona. De 1910 à 1961 il accueille  au 1er étage la bibliothèque provinciale. Le 15 mars 1944, en présence du gouvernement Badoglio I, est fondé, dans le palais Pinto, l’Institut Supérieur d’enseignement de Salerne, première étape du renouveau des études universitaires de la ville. Depuis le séisme du 1980, la partie de l'édifice donnant sur la Via dei Mercanti est l'objet d’opérations d’étayage et de restauration . Depuis l'année 2000 sont réalisés des travaux de consolidation des greniers, de restauration des installations et des finitions du hall et du 1er étage dont les locaux accueillent depuis 2001 la Pinacothèque provinciale. Depuis juillet 2007, les deux corps de fabrique à l'arrière et les cours intérieures font l'objet d'une intervention complexe de consolidation, de restauration et de suppression  d'éléments jugés superflus qui avaient envahi la cour et les cours intérieures. Depuis 2009 la structure hospitalière a réalisé au rez-de-chaussée une antenne « L'ospedale vicino » (L'hôpital proche). Depuis septembre 2012 la cour du XIVe siècle est ouverte au public ; elle donne accès au siège de l'œnothèque provinciale. Des travaux sont en cours pour achever le rez-de-chaussée et le premier étage, restaurer la galerie afin d'améliorer l'accès à la ruelle des Pinto .

## Architecture
L'installation d'origine médiévale est bâtie sur des structures antérieures, comme en témoignent les nombreux vestiges romains récemment découverts, dont de larges arcades donnant sur la « ruelle des Pinto », les cadres et les arcs décorés avec de précieuses incrustations polychromes, attribuables à l'architecture normande des XIe  et XIIe siècle. Les grandes salles sont décorées de cadres polychromes à incrustation.
Le palais Pinto a été remanié pendant la deuxième moitié du XVe siècle, quand la construction originale fut transformée en demeure nobiliaire comme le témoigne  l'arc abaissé catalan au rez-de-chaussée bordé par deux chapiteaux avec des décorations à fleurs. Au fil des interventions de restauration deux œuvres sculpturales ont été retirées des escaliers et transférées au Musée diocésain. Les restes des structures du XIIe siècle sont reconnaissables dans les décorations des arches à incrustations de tuf jaune et gris. La loge, après les ajouts du XVIe siècle, a été redécouverte pendant les dernières interventions de restauration et s'est révélée être un unicum avec son arc surbaissé dit « arche catalan » visible depuis la rue du Dôme.
Depuis le XVIIe siècle jusqu'en 1910, l'édifice a été constamment aménagé avec un agrandissement graduel du domicile par l'acquisition d'autres bâtiments limitrophes au sud et par la couverture d'une loge au premier étage. La façade sur la Via dei Mercanti a été rénovée en utilisant divers registres architecturaux. Des documents témoignent des aménagements réalisés au XVIIIe siècle quand l'aile du bâtiment vers l'ouest qui comprend la galerie, la chapelle privée et la loge est agrandie sur la propriété du couvent San Domenico. À l'intérieur du porche sur le côté gauche, se trouvent les escaliers d'accès à l'immeuble et au second étage des grands salons et une chapelle à plante rectangulaire avec voûte elliptique décorée à stuc .
Dans le complexe il y a aussi de nombreuses galeries avec des arcs en pierre qui donnent à l'est sur la ruelle des Pinto et à l’ouest sur la loggia.
La corniche marcapiano au premier niveau et les encadrements décorés des portes et des fenêtres sont réalisés en piperno.

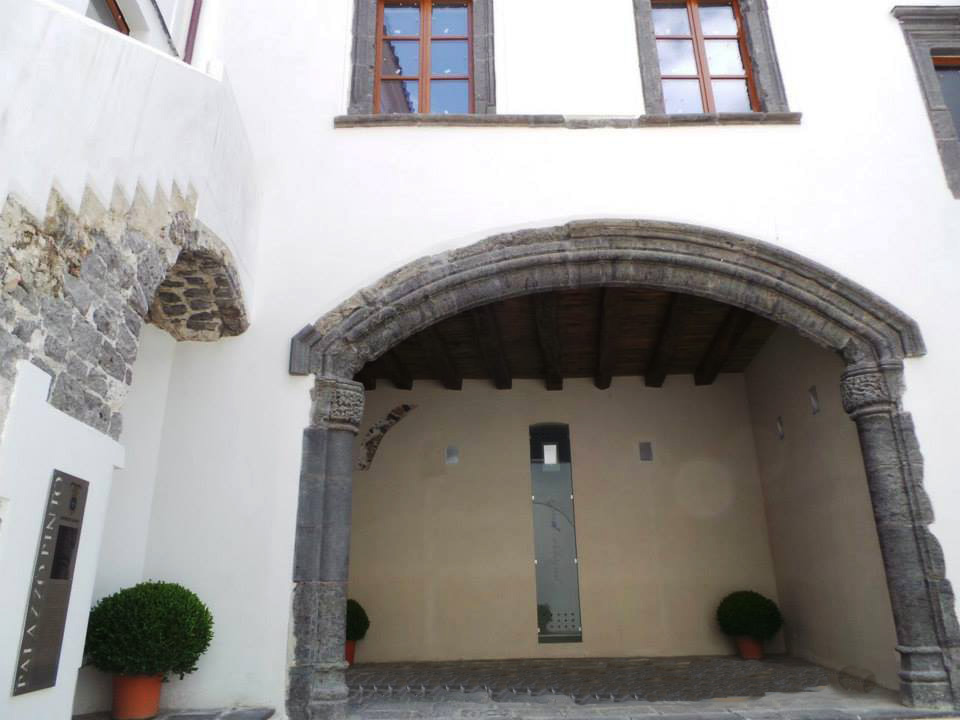
Arche catalan
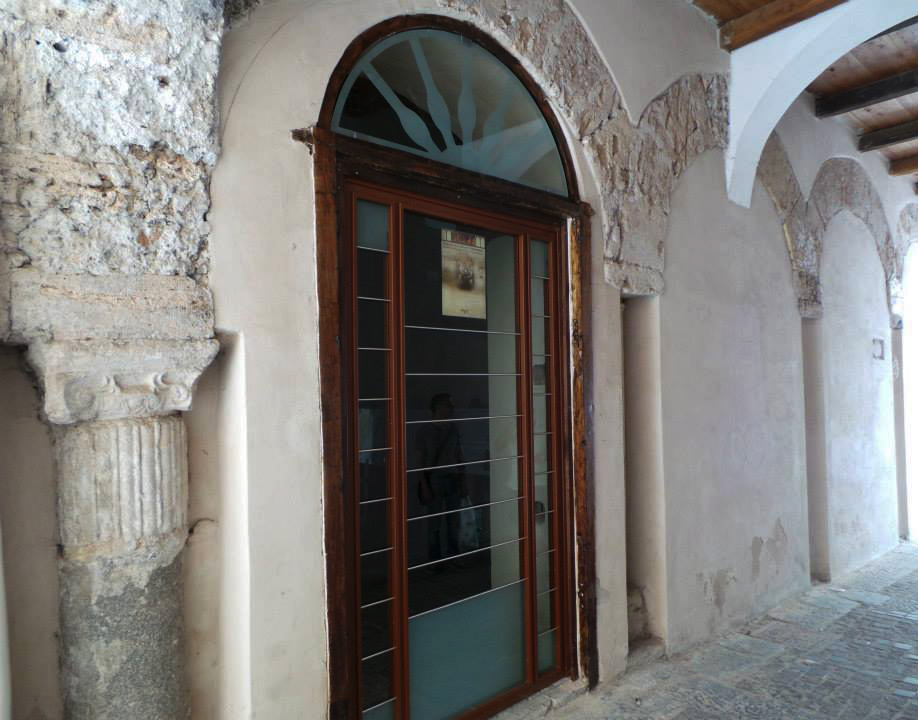
Arcades donnant sur la « ruelle des Pinto »
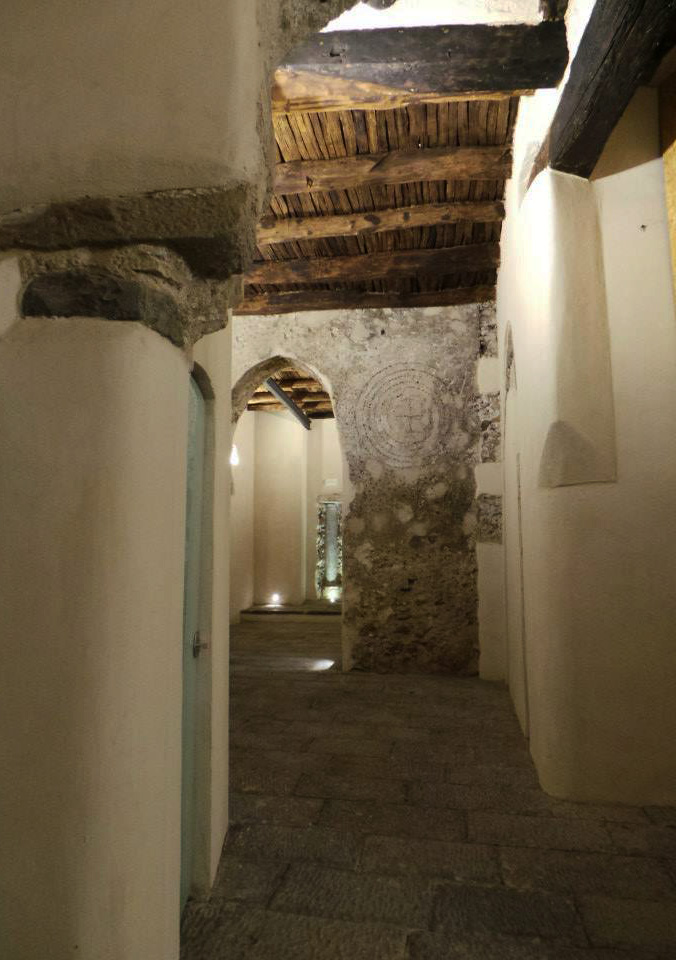
Pièces du rez-de-chaussée